# 1725 en musique classique
| \| • Retour à la chronologie générale de la musique classique • \| |
| Grèce • Rome • Haut Moyen Âge • VIIIe siècle • IXe siècle • Xe siècle • XIe siècle XIIe siècle • XIIIe siècle • XIVe siècle • XVe siècle • XVIe siècle • XVIIe siècle XVIIIe siècle • XIXe siècle • XXe siècle • XXIe siècle |
| • Retour à la chronologie générale de la musique classique • |

| Années en musique classique : 1722 - 1723 - 1724 - 1725 - 1726 - 1727 - 1728    |
| Décennies en musique classique : 1690 - 1700 - 1710 - 1720 - 1730 - 1740 - 1750 |

## Événements
- 13 février : création de Rodelinda de Georg Friedrich Haendel à Londres.
- 17 mars : fondation du Concert Spirituel à Paris par Anne Danican Philidor.
- 10 avril : création de La Reine des Péris de Jacques Aubert.
- Gradus ad Parnassum, traité de contrepoint de Johann Joseph Fux.
- Publication du recueil d'Antonio Vivaldi Il cimento dell'armonia e dell' invenzione contenant Les quatre saisons. La composition est certainement antérieure.
- Marin Marais : Cinquième livre de pièces pour viole.
- François Couperin : L'Apothéose de Lully.
- Pierre Rameau : Le Maître à danser.
- Georg Philipp Telemann : Pimpinone.
- Jan Dismas Zelenka : Magnificat.
- Début des compositions d'Antonio Brioschi (fin en 1750).
- Johann Sebastian Bach compose l'Oratorio de Pâques et les cantates :
  - Also hat Gott die Welt geliebt,
  - Bleib bei uns, denn es will Abend werden,
  - Entfliehet, verschwindet, entweichet, ihr Sorgen,
  - Er rufet seinen Schafen mit Namen,
  - Es ist ein trotzig und verzagt Ding,
  - Es ist euch gut, daß ich hingehe,
  - Gott der Herr ist Sonn und Schild,
  - Gottlob! nun geht das Jahr zu Ende,
  - Ich bin ein guter Hirt,
  - Ich hab in Gottes Herz und Sinn,
  - Ihr werdet weinen und heulen,
  - Ihr, die ihr euch von Christo nennet,
  - Liebster Immanuel, Herzog der Frommen,
  - Lobe den Herren, den mächtigen König der Ehren,
  - Meinen Jesum laß ich nicht,
  - Mit Fried und Freud ich fahr dahin (BWV 125),
  - Sein Segen fliesst daher wie ein Strom,
  - Sie werden euch in den Bann tun (BWV 183),
  - Süßer Trost, mein Jesus kömmt,
  - Tue Rechnung! Donnerwort,
  - Unser Mund sei voll Lachens,
  - Was mein Gott will, das g'scheh allzeit,
  - Wie schön leuchtet der Morgenstern,
  - Zerreißet, zersprenget, zertrümmert die Gruft.

## Naissances

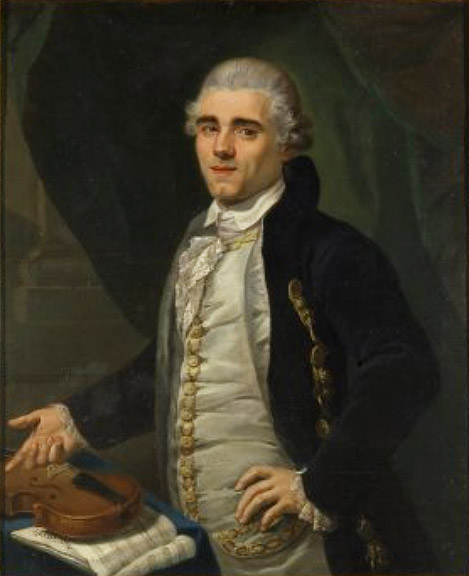
Ferdinando Bertoni

- 20 avril : Johann Friedrich Klöffler, compositeur et flûtiste allemand († 21 février 1790).
- 16 juillet : Georg Simon Löhlein, pianiste, violoniste, pédagogue de musique, maître de chapelle et compositeur allemand († 16 décembre 1781).
- 15 août : Fernandino Bertoni, compositeur italien († 1er décembre 1813).
- 25 décembre : Esteban Salas, compositeur latino-américain († 14 juillet 1803).

Date indéterminée :
- Domenico Fischietti, compositeur italien († 1810).
- William Walond, compositeur britannique († 1770).

Vers 1725 :
- Antonio Lolli, violoniste et compositeur italien († 10 août 1802).
- Filipo Ruge, compositeur et flûtiste italien († vers 1767).

## Décès
- 26 janvier : Silvio Stampiglia, poète et librettiste italien (° 14 mars 1664).
- 7 février : Johann Philipp Krieger, compositeur et organiste allemand (° 25 février 1649).
- 11 juillet : Salomon Franck, juriste, scientifique et poète allemand (° 6 mars 1659).
- 24 septembre : Pierre Chédeville, virtuose français de la musette de cour (° 13 octobre 1694).
- 22 octobre : Alessandro Scarlatti, compositeur italien (° 2 mai 1660).
- 12 décembre : Charles Rosier, violoniste et compositeur (° 26 décembre 1640).
- 13 décembre : Ferdinand Fischer, luthiste et compositeur autrichien (° 12 janvier 1652).

Date indéterminée :
- Arnold Brunckhorst, organiste et compositeur allemand (° 1670).
- Mathieu Lanes, claveciniste, organiste et compositeur français (° 1660)

Vers 1725 :
- Robert de Visée, compositeur, guitariste et luthiste français (° vers 1650-1665).

Après 1725 :
- Christian Ritter, organiste, claveciniste et compositeur allemand (° vers 1645-1650).